# Temple protestant de Pau
Le temple protestant de Pau est un lieu de culte situé au no 21bis, rue Serviez, dans la commune de Pau, dans le département français des Pyrénées-Atlantiques, en région Nouvelle-Aquitaine.
Il est construit de 1838 à 1840, grâce à une riche Écossaise, Elizabeth Brodie, épouse de George Gordon, 5e duc de Gordon.
La paroisse est membre de l'Église protestante unie de France.

## Histoire

### Le protestantisme en Béarn
En 1531, Henri II, roi de Navarre, et sa femme Marguerite de Valois-Angoulême, sœur aînée du roi François Ier arrivent à Pau.
En 1571, l’Ordonnance de Jeanne d'Albret, leur fille, rend obligatoire le calvinisme en Béarn. Les protestants s'installent dans l'église Saint-Martin de Pau. Gérard Roussel, évêque d'Oloron et aumônier du château de Pau est gagné par la Réforme protestante via le Cénacle de Meaux.
Dès 1536, il demande aux prêtres de faire la messe en langue vulgaire, pour que chaque fidèle comprenne. En 1547, il donne pour la première fois la communion publique sous les deux espèces : le pain et le vin. Henri IV, futur roi de France qui met fin aux guerres de Religion avec l'édit de Nantes, naît le 13 décembre 1553 au château de Pau. Il est baptisé et élevé comme un protestant,,.

### L'édifice

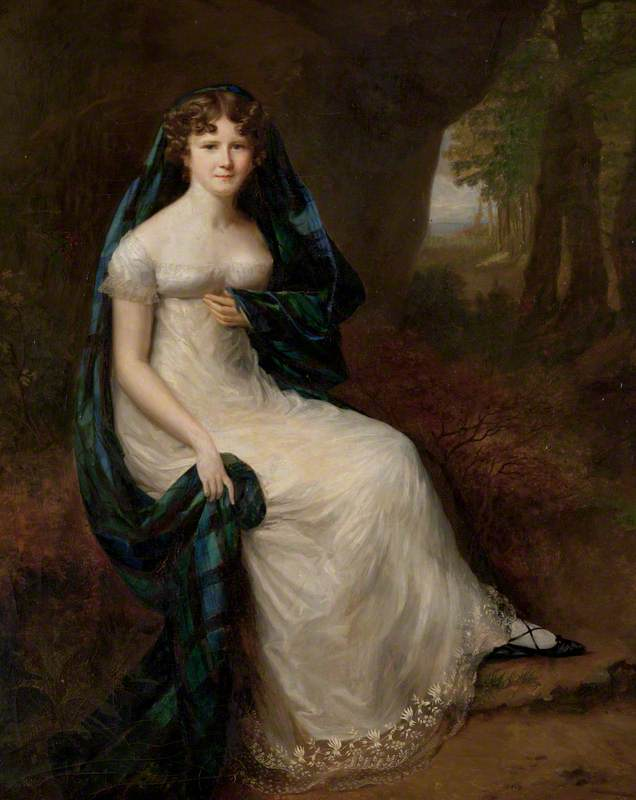
La duchesse de Gordon

En 1837, Elizabeth Brodie, duchesse de Gordon, alors en villégiature à Pau, achète un terrain en surplomb du ruisseau Hédas. Les travaux, qui démarrent l'année suivante, sont confiés à George Harris, 3e baron Harris, et durent jusqu'à l'été 1841. Le temple est inauguré en septembre 1841, et sa gestion est alors laissée par la propriétaire, à des curateurs et gardiens locaux, français et anglais.
Dès 1850, quelques travaux sont lancés, mais c'est en 1870, face à l'accroissement de la communauté britannique venue en villégiature dans la ville, que l'édifice, que les Anglais appellent « Christ Church », est agrandi de 12 mètres vers l'est, englobant le petit parvis qui le sépare jusqu'alors, de la rue,. Trois ans plus tard, un premier orgue est installé, par le facteur bordelais Georges Wenner.
En 1889, après le décès de la duchesse, survenu en 1864, son fils et héritier cède la propriété, à part égale, aux communautés anglicane, représentée par William Bagnell, et réformée, représentée par Alfred de Lassence. Le Réveil protestant francophone est relayé à Pau par le pasteur J.-L. Buscarlet. Le pasteur Alphonse Cadier marque la refondation de la communauté protestante.
En 1920, à la suite de la Première Guerre mondiale, la présence britannique dans la ville décline, et la communauté anglicane cède sa part de l'édifice à la communauté réformée, et se recentrent sur l'église Saint-Andrew.
La paroisse possède également un lieu de culte rural, à Boeil-Bezing. Le musée Jeanne d'Albret d'Orthez retrace une partie de l'histoire de la communauté protestante. En 1987 est fondé le Centre d’étude protestant en Béarn, association historique dont le siège est aux Archives départementales des Pyrénées-Atlantiques, recueillant les documents protestants depuis le XVIe siècle.
Un nouvel orgue du facteur Frédéric Desmottes est construit en 2016.

## Architecture
L'édifice est d'une grande sobriété, sous la forme d’une grande halle rectangulaire terminée par le chœur et le chevet plat. La façade élancée est éclairée par un haut vitrail triple, encadré par une arche brisée néogothique, en ogive. Les vitraux intérieurs datent du XIXe siècle, sont colorés et présentent les blasons de leurs commanditaires britanniques.

## Galerie

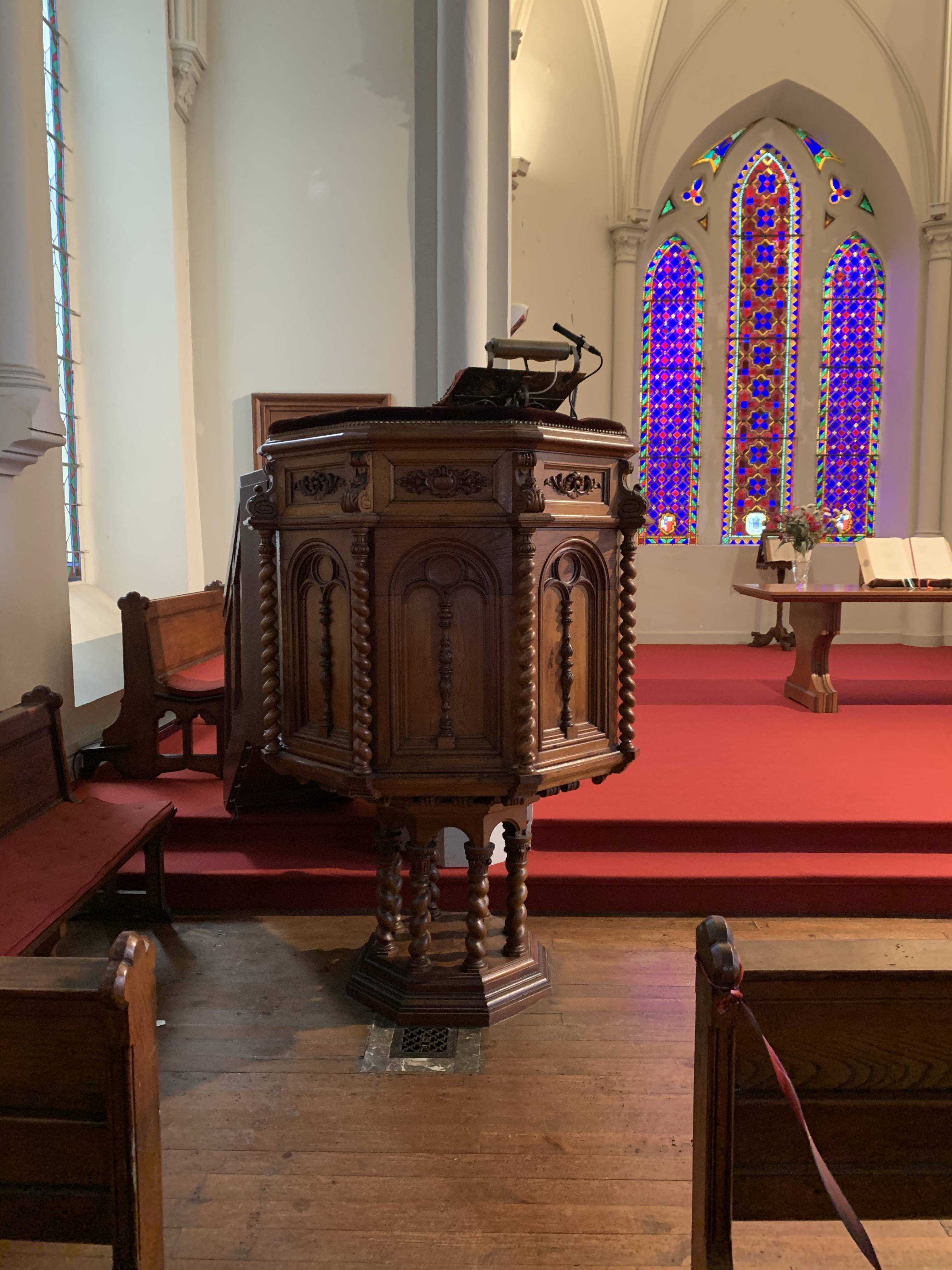
La chaire
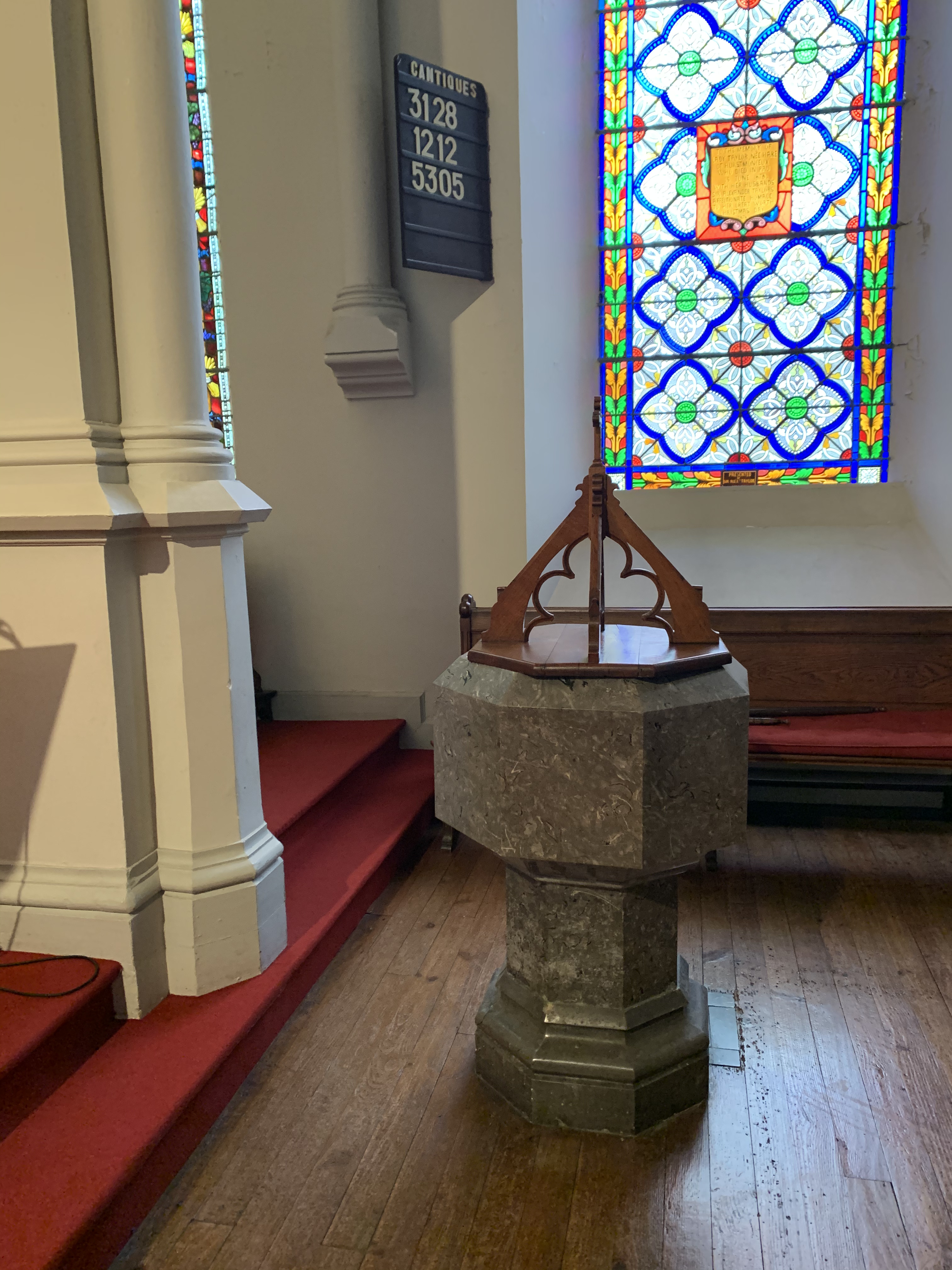
Les fonts baptismaux
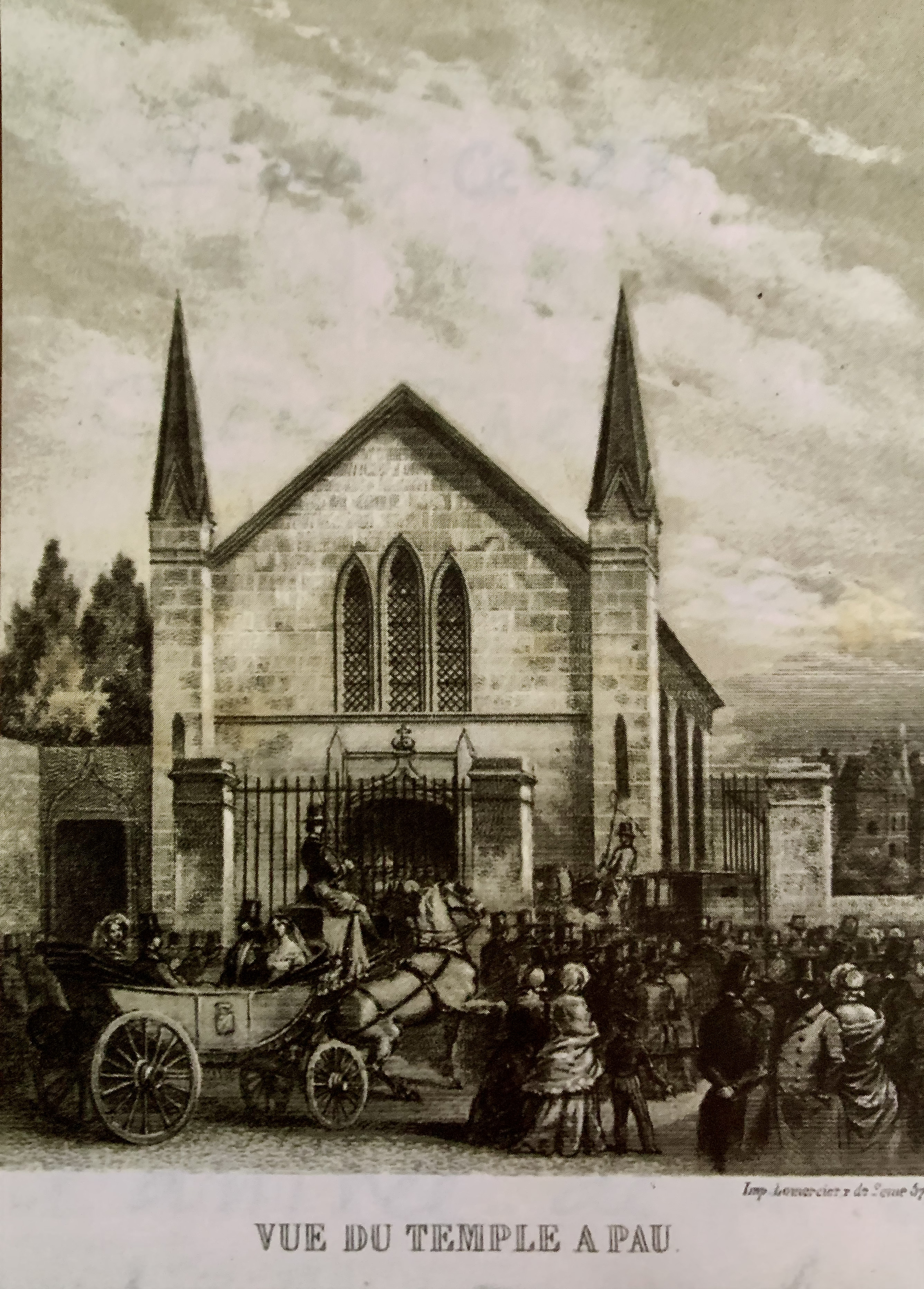
Arrivée de la duchesse de Gordon, au temple, avant les transformations de 1870.